# Mierzyn (województwo wielkopolskie)
Mierzyn – wieś sołecka w Polsce, położona w województwie wielkopolskim, w powiecie międzychodzkim, w gminie Międzychód, nad jeziorem Mierzyńskim.

## Części wsi
| SIMC    | Nazwa     | Rodzaj    |
| ------- | --------- | --------- |
| 0183621 | Mierzynek | część wsi |

## Historia
Ślady osadnictwa w tym rejonie znaleziono w dolinie Warty – były to elementy ceramiki sznurowej z epoki neolitu oraz z czasów rzymskich. W 1462 po raz pierwszy odnotowano nazwę Mirin, jako nazwę jeziora w dobrach międzychodzkich. Samą wieś wymieniono po raz pierwszy w 1695, jako olęderską osadę Meryń Stary.
W okresie Wielkiego Księstwa Poznańskiego (1815-1848) wzmiankowane są dwie miejscowości: Mierzyn stary Olendry oraz Mierzyn nowy Olendry. Obie leżały w ówczesnym pruskim powiecie Międzychód w rejencji poznańskiej. Należały one do okręgu międzychodzkiego tego powiatu i stanowiły część majątku Prusim, którego właścicielem był wówczas Reich. Według spisu urzędowego z 1837 roku Mierzyn stary liczył 90 mieszkańców, którzy zamieszkiwali 11 dymów (domostw), a Mierzyn nowy liczył 185 mieszkańców, którzy zamieszkiwali 24 domostwa.
W okresie międzywojennym w miejscowości stacjonowała placówka Straży Granicznej I linii „Mierzyn”.
W latach 1964–1972 zbudowano po północnej stronie jeziora ośrodek szkoleniowy Związku Młodzieży Wiejskiej (późniejszy ośrodek wypoczynkowy "Justynka"), po 1989 zdewastowany i w 2017 rozebrany. We wsi urządzono też Dom Przyjaźni, w którym dokumentuje się współpracę z niemieckim miastem Weinstadt.
W latach 1975–1998 miejscowość administracyjnie należała do województwa gorzowskiego.
Dzisiejszy Mierzyn składa się ze Starego Mierzyna (niem. Alt-Merine) i Nowego Mierzyna (niem. Neu-Merine). Stary Mierzyn rozpoczyna się od przydrożnego krzyża, a kończy przy granicy ze wsią Zamyślin. Nowy Mierzyn graniczy ze Starym i Puszczą Międzychodzką; na środku Nowego Mierzyna stoi kapliczka z figurą Niepokalanego Serca Maryi z 1947 r..

## Podział przestrzenny wsi
We wsi, na wschodnim brzegu jeziora Mierzyńskiego, rozwinął się duży ośrodek wypoczynkowy – "Mierzyn Ustronie", zlokalizowany przy drodze wojewódzkiej nr 160.
Zabudowa mieszkaniowa stałych mieszkańców Mierzyna, rozwinęła się zaś niedaleko zachodniego brzegu jeziora, przy drodze wojewódzkiej nr 199.